# والتر برينر (مخترع)
والتر برينر (بالألمانية: Walter Brenner)‏ هو مخترِع نمساوي، ولد في 21 يوليو 1923 في فيينا في النمسا.